# Anillo de campeonato

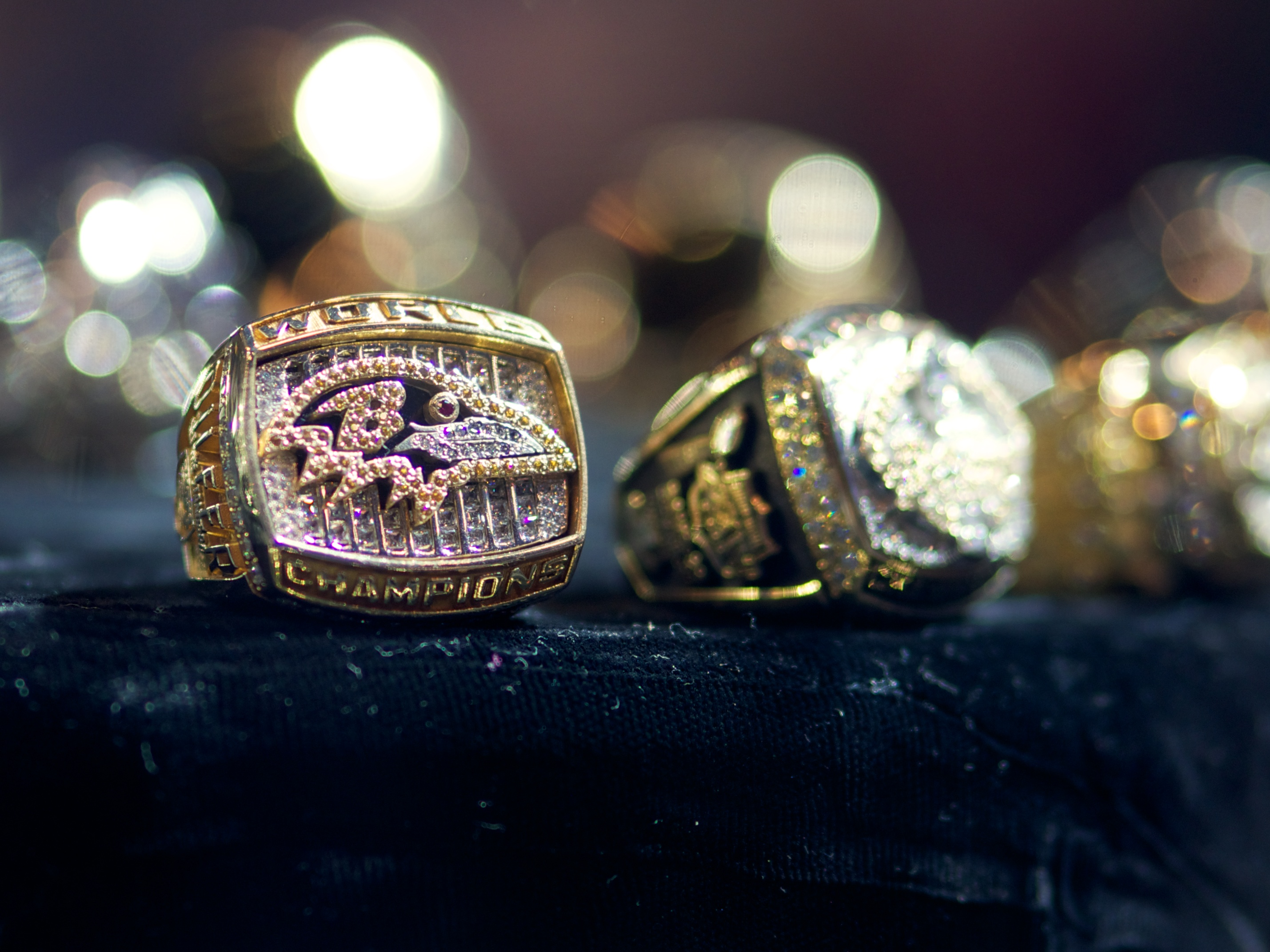
Anillos del Super Bowl de los Ravens de Baltimore de 2000

Un anillo de campeonato es un anillo presentado a los miembros de los equipos ganadores en las ligas deportivas profesionales de América del Norte, así como torneos universitarios. Los anillos de campeonato se limitan principalmente a los deportes norteamericanos. Dado que la liga solo otorga un trofeo de campeonato al equipo ganador, los anillos de campeonato se distribuyen como un recuerdo para que los jugadores y los oficiales del equipo los guarden para simbolizar su victoria. Las medallas de los ganadores (y las medallas de los subcampeones) no se otorgan en los deportes profesionales de América del Norte, a diferencia de los deportes olímpicos y los torneos de fútbol. Los anillos de campeonato son distribuidos y pagados por el equipo ganador (aunque algunas ligas pueden subsidiar parcialmente el costo), en contraste con las medallas que otorga la liga o el organismo rector de la competencia.
Los anillos de campeonato han sido durante mucho tiempo parte del léxico deportivo norteamericano. Los periodistas deportivos a menudo utilizan la cantidad de anillos de campeonato de un individuo, en lugar de la cantidad de trofeos de campeonato, como un recuento de su éxito personal, ya que es más apropiado escribir que es el equipo y no el individuo quien gana el trofeo del campeonato. En la jerga deportiva norteamericana, el objetivo de un jugador de querer el "anillo" es sinónimo de ganar el campeonato de la liga de playoffs, y ha entrado en el léxico popular.
Los 4 anillos de campeonato más conocidos (y caros) son los de las principales ligas deportivas profesionales "Big Four" de América del Norte: el anillo de la Serie Mundial de la MLB, el anillo de campeonato de la NBA, el anillo del Super Bowl de la NFL y el anillo de la Copa Stanley de la NHL. En los deportes norteamericanos, además de los anillos para conmemorar la victoria en el juego/serie de campeonato de la liga, los anillos a menudo se presentan a los finalistas del juego/serie de campeonato (conocidos como anillos de perdedores, que nunca se usan), y ganadores de la serie/juego de campeonato de la conferencia. También se entregan anillos individuales a los participantes del All-Star Game y a los miembros del Salón de la Fama.
Los anillos de campeonato suelen estar hechos de oro con diamantes y otras piedras preciosas. Por lo general, incluyen el nombre del equipo, el logotipo del equipo y el número del campeonato (generalmente indicado en números romanos para las victorias del Super Bowl de la NFL). Las políticas de anillos de campeonato difieren entre las 4 principales ligas profesionales. Los propietarios de NHL y MLB pagan el costo de los anillos. La NFL paga hasta $5.000 por anillo por hasta 150 anillos para equipos que ganan el Super Bowl. Los equipos pueden distribuir cualquier cantidad de anillos, pero deben pagar cualquier costo adicional y pueden ofrecer anillos menores a su discreción. La NBA estandarizó su anillo de campeonato desde 1969 hasta 1983. Actualmente, el equipo ganador selecciona su propio diseño y la liga cubre el costo de los anillos.
Por lo general, el equipo ganador puede presentar anillos a quien elija, incluidos, por lo general, entre otros: jugadores (activos o lesionados), entrenadores, asistentes técnicos, ejecutivos y otros trabajadores.